# Ermita de San Sebastián (Arroyomolinos)
La ermita de San Sebastián situada en Arroyomolinos (Provincia de Cáceres, España) es obra de uno de los principales maestros del renacimiento español. La obra olvidada de Roque Balduque.
Nos resulta sorprendente la gran cantidad de ermitas con que contó la villa de Arroyomolinos, y más aún, si observamos su fecha de construcción. La mayoría fueron construidas en el siglo XVI, llegando en dicho siglo a la cifra de 6: San Marcos, San Martín, Santa Marina, Santo Domingo, San Sebastián y Santa Catalina, situadas en el interior de la población o en sus proximidades.
Esta multiplicación de ermitas, casi todas populares y levantadas gracias al fervor religioso del pueblo, consecuencia de unas coordenadas históricas bien concretas: la paulatina importancia que cobran las cofradías- en buen número de carácter gremial- y del espíritu de la reforma tridentina, tendría su contrapartida en los siglos XIX y XX, en los que el desarrollo del capitalismo y del consumo dará el traste con varias de las ermitas que aún se mantenían en pie, habiendo llegado hasta nuestros días la ermita de Santa Catalina, en la calle de su nombre- en poder de particulares desde la desamortización-, que llegó a tener ermitaño, ordenanzas con aprobación real y se celebraba misa diaria, y la de San Sebastián, que anteriormente estuvo dedicada a los Santos Mártires.

## Modelos
Casi todas las ermitas responden e estructuras distintas, por lo que no es fácil reducirlas a varios modelos. Las había con pórtico y una sola nave, más o menos espaciosas; algunas reducidas y sin pórtico. De todo ello se deduce que la mayoría no poseían más de una nave. Sus dimensiones eran muy variables y la más antigua fue la de San Martín, en las Eras de abajo, de la que hoy sólo se conserva una esbelta cruz. Los estilos arquitectónicos eran igualmente diferentes. Les unía la falta de grandes ambiciones, la pobreza de elementos y su escasez de decoración. El huracán devastador del tiempo y la desidia de los hombres hicieron posible que estas ermitas llegaran hasta nuestros días, como un legado más del pasado y de los hombres que con tanto esmero levantaron.

## San Sebastián
No obstante lo expuesto, vamos a dedicarle unas líneas a la única ermita abierta al culto que queda en pie, a pesar de escasa información escrita que se puede encontrar. La ermita está dedicada a San Sebastián patrón de Arroyomolinos, Durante los días 18, 19 y 20 de enero se celebran las fiestas en honor a San Sebastián, aunque en los últimos años, si la festividad no cae en domingo se celebra el domingo siguiente.
En el lugar antiguamente conocido por el Arrabal, al final de la calle de Santo se alza la ermita dedicada a San Sebastián. No es grande, ni rica, ni majestuosa, más bien humilde, pero remozada hace varios años se conserva llena de luz y con una cierta gracia en sus muros blanqueados. Consta de una sola nave con tres cuerpos, camarín y sacristía. El altar mayor, en forma de concha, y entre otras imágenes destaca le de San Sebastián, documentada como obra del escultor del renacimiento sevillano Roque Balduque, escultor de origen flamenco (?-1561), hay que destacar que la producción de este sobre todo se refiere a las imágenes marianas, supone el punto de partida tanto iconográfica como estilísticamente para las creaciones de los escultores del posterior manierismo sevillano. La imagen muestra la elegancia y el empaque de las figuras renacentistas pero con cierta expresión melancólica, además posee los grafismos propios de la producción de este escultor sobre todo en la manera de tratar los ropajes.
Aún contando con algunas obras de importancia, la escultura extremeña del segundo tercio del siglo XVI, carece de personalidad. El arte extremeño fluctúa entre las corrientes que le vienen de Castilla, bien directamente, como el caso del retablo de Berruguete, en la iglesia de Santiago en Cáceres, o lo que es más frecuente que a través de artistas andaluces o establecidos en Sevilla, que lentamente se va convirtiendo en el centro artístico al que concurren los extremeños o en donde se buscan los artistas para las obras de importancia tanto en Cáceres como Badajoz.
A la escuela andaluza o al menos en relación con ella, pertenecen los artistas que entre 1547 y 1551 ejecutan el bello retablo de Santa María la Mayor, de Cáceres, son Guillén Ferrant y Roque Balduque, ambos establecidos en Sevilla, donde desarrollan su labor. El primero como entallador de técnica movida y dramática sus trabajos más destacados en Extremadura son el San Benito de Alcántara. Balduque destacas por ser un tallador de carácter reposado, sus obras extremeñas son el retablo de Santa María la Mayor de Cáceres, el retablo se alza sobre basamento de piedra y con cinco calles donde se distribuyen escenas de la Virgen y la Pasión de Cristo también dos relieves de San Jorge y Santiago, todo ello en blanco (sin policromar). También realiza la escultura de San Sebastián de Arroyomolinos, el contrato de la escultura está fechada en 1551 el 20 de febrero, se conserva este documento en el Archivo Histórico Provincial de Cáceres, este valioso documento nos habla del mayordomo que encargó la obra, Sebastián Sánchez, el precio que debió pagar fueron 6704 maravedís. La figura es de bulto redondo, realizada en madera policromada, que representa a San Sebastián de pie, atado al tronco de un árbol y asaeteado, en una postura manierista; el rostro es similar al de otras obras de Balduque. Esta obra de arte sufrió una torpe reparación en la que se cubrió la figura con yeso.
Tiene la ermita en su interior otras imágenes, destacando una escultura de Santa Isabel, probablemente del siglo XVI, de la que se decía que cada vez que se limpiaba llegaban las lluvias, y otra de San Marcos cuya fecha de origen se desconoce, el resto de imágenes es de moderna adquisición.
El acceso a la ermita se hace a través de una puerta de estilo gótico, adornada con dovelas, con entrada por la calle del Santo y por otra puerta dintelada, que mira a poniente, un amplio patio, con arreates llenos de flores y rodeado de altas paredes, servía de escenario para la tradicional ofrenda al Santo. Está reforzada por el exterior de recios contrafuertes, que van adosados a los muros, dando resistencia al tiempo para seguir para seguir desafiando al paso del tiempo: en el tejado, sobre la parte que cubre el altar, se levanta una humilde espadaña donde hay una pequeña campana.
- Datos: Q5836216